# Alenia
Alenia is een geslacht van vlinders van de familie dikkopjes (Hesperiidae), uit de onderfamilie Pyrginae.

## Soorten
- A. namaqua Vári, 1972
- A. sandaster (Trimen, 1868)